# Samsung Galaxy S20
A Samsung Galaxy S20  androidos okostelefon, amelyet a Samsung Electronics tervezett, fejlesztett, gyártott és forgalmazott a Samsung Galaxy S széria részeként. 2020. február 11-én mutatták be a Samsung Galaxy S10 utódjaként. Magyarországon 2020. március 13-ától kapható.

## Specifikációk
A Samsung Galaxy S20 6,2 colos, 120 Hz-es képfrissítésű és QHD minőségű kijelzőt kapott. Rendelkezik egy kijelzőbe integrált ujjlenyomatolvasóval. A Galaxy S20 a Note 10 kamera kivágását kapta meg. A készüléken nincs jack-csatlakozó. Az S20 kapott egy 10 megapixeles előlapi kamerát, egy 12 megapixeles fő kamerát, egy 12 megapixeles ultraszéles látószögű kamerát és még egy 64 megapixeles telefotó-kamerát. A telefon 8K videórögzítésre képes, a készülékben max. 30x-os zoom van, 
valamint Exynos 990 Processzor, és 
Mali-G77 MP11 grafikus gyorsító.
Vezeték nélkül 15 watt-tal tölthető. Magyarországon az S20 csak 4G-s verzióval kapható.